# 大阪市立桃谷中学校
大阪市立桃谷中学校（おおさかしりつ ももだに ちゅうがっこう）は、大阪府大阪市生野区にある公立中学校。

## 概要
学制改革と同時の1947年に、生野区で最初の新制中学校の一つとして大阪市立生野第二中学校が創立した。当初は女子校だったが、翌1948年に男子校の生野第三中学校（現在の大阪市立生野中学校）と生徒を交流して男女共学となり大阪市立勝山中学校となった。1950年に大阪市立勝山中学校から大阪市立鶴橋中学校が分離した。
大阪市立勝山中学校敷地は、天王寺区寺田町へ移転した興國商業学校（現在の興國高等学校）の跡地を買収して転用しており、現在の大阪市立桃谷中学校の敷地になっている。
中国上海市の甘泉外国語中学とは姉妹校であり、同校との交流を通した国際理解教育をおこなっていた。
2019年4月、大阪市立勝山中学校と大阪市立鶴橋中学校との合併により両校は閉校となり、大阪市立勝山中学校の場所に大阪市立桃谷中学校として開校した。

## 沿革

### 大阪市立勝山中学校
- 1947年4月1日 - 大阪市立生野第二中学校として開校。当初は女子生徒のみを収容。
- 1948年4月1日 - 大阪市立生野第三中学校（生野中学校）と生徒を交流して男女共学となり大阪市立勝山中学校となった。
- 1948年5月8日 - 興國商業学校の校舎敷地を買収、同校跡の現在地に移転。
- 1950年4月1日 - 大阪市立鶴橋中学校を分離。
- 1958年 - 養護学級を設置。
- 1964年5月18日 - 大阪市教育委員会から、生徒指導の研究校に指定される。
- 2019年3月 ‐ 大阪市立鶴橋中学校との合併で閉校。

### 大阪市立鶴橋中学校
- 1947年 - 大阪市立生野第二中学校（後の大阪市立勝山中学校）の分校が、大阪市生野区勝山北4丁目9番22号に設置される。
- 1950年4月1日 - 大阪市立生野第六中学校として分離開校。
- 1950年9月1日 - 大阪市立鶴橋中学校に改称。
- 1996年 - 校門前の歩道が「歴史の散歩道」として改修。
- 2005年 - この年入学の生徒より、制服を改定。
- 2019年 - 大阪市立勝山中学校と統合して閉校。

### 大阪市立桃谷中学校
- 2019年4月 ‐ 統合校である大阪市立桃谷中学校が勝山中学校の校地に開校。

## 通学区域
- 大阪市立勝山小学校、大阪市立東桃谷小学校、大阪市立鶴橋小学校、大阪市立北鶴橋小学校の通学区域。

大阪市生野区 鶴橋1-3丁目（全域）、鶴橋4・5丁目（それぞれ一部）、桃谷1-3丁目（全域）、勝山北1-3丁目（全域）、勝山北4丁目（一部）、勝山南1丁目（全域）、勝山南2・3丁目（それぞれ一部）、生野西1・2丁目（全域）、生野西4丁目（一部）、生野東1・3丁目（それぞれ一部）。

## 交通
- JR大阪環状線 桃谷駅 南東へ約800m。